# 武井保雄
武井 保雄（たけい やすお、1930年〈昭和5年〉1月4日 - 2006年〈平成18年〉8月10日）は、日本の実業家。消費者金融・貸金業武富士の創業者であり、2003年まで同社の会長を務めた。

## 来歴・人物
1930年（昭和5年）、埼玉県深谷市で父・武井濱次郎、母・まさの元に生まれた。実家は生活雑貨などを扱う小さな商店で、ほとんど母が一人で切り盛りしていた。小学3年生の頃、父親が近所の女性と大阪に駆け落ちした。
1944年（昭和19年）に明戸国民学校の高等科を卒業すると、熊谷で陸軍の整備員となったが、間もなく敗戦を迎えた。戦後は、日本国有鉄道職員として大宮駅に勤務した後、東京でビルサッシの工事を営んでいた叔父を頼って上京。建設業、野菜の行商など職業を転々とした。その後、公営住宅の主婦を相手に「団地金融」と呼ばれる高利貸し業を始めた。
1966年（昭和41年）に、武富士の前身である「富士商事」を板橋区蓮根に設立した。
2003年（平成15年）12月、ジャーナリスト宅盗聴事件に関与したとして電気通信事業法違反で逮捕され、武富士会長を辞任した。2004年（平成16年）11月、懲役3年 執行猶予4年の有罪判決を受ける。2006年8月10日、肝不全のため76歳で死去した。

### 相続税裁判
生前買収したオランダ法人に自己の保有する武富士株を売却、このオランダ法人の株を当時香港に在住していた長男の武井俊樹元専務が取得するという方法で、巨額の贈与税・相続税を免れようとしたが、国税当局から1,300億円の追徴課税が課せられた。この課税処分を不当として、武井俊樹元専務が行政訴訟を起こし、東京地方裁判所で勝訴、東京高等裁判所で逆転敗訴、最高裁判所が「武井俊樹の生活の本拠が、日本だとはいえない」と認定され、最高検察庁の訴えを棄却して逆転勝訴し、確定判決となった。
東京高裁敗訴後に延滞税などを含め、約1,585億円を国税庁に納付して上告したため、課税処分の取り消しにより、利子に当たる「還付加算金」を5パーセント上乗せした、計約2,000億円の還付金を日本国政府から受けた。

## 語録
- 「3倍遊ぶために3倍働け」
- 「右翼は暴力団に弱い。暴力団は警察に弱い。警察は右翼に弱い。この三つをうまく使って物事を収めろ」
- 「家に帰りたい。連れて行け」※武井の最期の言葉。

## 親族
長男は武富士の武井俊樹元専務、次男は同社の武井健晃副社長。元娘婿は作家の高島望。